# Brazília az 1992. évi nyári olimpiai játékokon
Brazília a spanyolországi Barcelonában megrendezett 1992. évi nyári olimpiai játékok egyik részt vevő nemzete volt. Az országot az olimpián 23 sportágban 182 sportoló képviselte, akik összesen 3 érmet szereztek.

## Érmesek
| Érem  | Versenyző | Sportág   | Versenyszám       |
| ----- | --- | --------- | ----------------- |
| Arany | Rogério Cardoso | Cselgáncs | Férfi harmatsúly  |
| Arany | Nemzeti válogatott Amauri Carlão Douglas Giovane Janelson Jorge Edson Maurício Marcelo Negrão Paulão Pampa Talmo Tande | Röplabda  | Férfi             |
| Ezüst | Gustavo Borges | Úszás     | Férfi 100 m gyors |

## Asztalitenisz
Férfi
| Versenyző                | Versenyszám | Csoportkör | Csoportkör | Nyolcaddöntő      | Negyeddöntő       | Elődöntő          | Döntő             | Helyezés |
| Versenyző                | Versenyszám | Ellenfél Eredmény | Hely.      | Ellenfél Eredmény | Ellenfél Eredmény | Ellenfél Eredmény | Ellenfél Eredmény | Helyezés |
| ------------------------ | ----------- | --- | ---------- | ----------------- | ----------------- | ----------------- | ----------------- | -------- |
| Hugo Hoyama              | Egyes       | F csoport · Dmitrij Mazunov (EUN) · 2-0 · Ibrahim Al-Idokht (IRI) · 2-0 · Jean-Michel Saive (BEL) · 0-2                                           | 2.         | kiesett           | kiesett           | kiesett           | kiesett           | 17.      |
| Cláudio Kano             | Egyes       | D csoport · Roland Vími (TCH) · 2-0 · Louis Christiaan Botha (RSA) · 2-0 · Andrzej Grubba (POL) · 1-2                                             | 2.         | kiesett           | kiesett           | kiesett           | kiesett           | 17.      |
| Hugo Hoyama Cláudio Kano | Páros       | D csoport · Belgium (BEL) · Jean-Michel Saive · Philippe Saive · 0-2 · Dél-Korea (KOR) · Ju Namgju (Yu Nam-Gyu) · Kim Thekszu (Kim Taek-Su) · 0-2 | 3.         |                   | kiesett           | kiesett           | kiesett           | 17.      |

Női
| Versenyző                 | Versenyszám | Csoportkör | Csoportkör | Nyolcaddöntő      | Negyeddöntő       | Elődöntő          | Döntő             | Helyezés |
| Versenyző                 | Versenyszám | Ellenfél Eredmény | Hely.      | Ellenfél Eredmény | Ellenfél Eredmény | Ellenfél Eredmény | Ellenfél Eredmény | Helyezés |
| ------------------------- | ----------- | --- | ---------- | ----------------- | ----------------- | ----------------- | ----------------- | -------- |
| Monica Doti               | Egyes       | N csoport · Hubertina Vriesekoop (NED) · 0-2 · Daniela Gergelcseva (BUL) · 1-2 · Bose Kaffo (NGR) · 1-2 | 4.         | kiesett           | kiesett           | kiesett           | kiesett           | 49.      |
| Lyanne Kosaka             | Egyes       | O csoport · Marie Hrachová (TCH) · 0-2 · Kloppenburg Hubertina Vriesekoop (NED) · 0-2 · Hae-Ja Kim de Rimasa (ARG) · 0-2                                                                                      | 4.         | kiesett           | kiesett           | kiesett           | kiesett           | 49.      |
| Monica Doti Lyanne Kosaka | Páros       | F csoport · Hollandia (NED) · Mirjam Hooman-Kloppenburg · Hubertina Vriesekoop · 0-2 · Független résztvevők (IOP) · Jasna Fazlić · Gordana Perkučin · 0-2 · Ausztrália (AUS) · Ying Kwok · Kerri Tepper · 0-2 | 4.         |                   | kiesett           | kiesett           | kiesett           | 25.      |

## Atlétika
Férfi
| Versenyző                                                                             | Versenyszám     | Előfutam      | Előfutam      | Előfutam      | Negyeddöntő | Negyeddöntő | Negyeddöntő | Elődöntő | Elődöntő | Elődöntő | Döntő         | Döntő         |
| Versenyző                                                                             | Versenyszám     | Idő           | Hely.         | Össz.         | Idő         | Hely.       | Össz.       | Idő      | Hely.    | Össz.    | Idő           | Helyezés      |
| ------------------------------------------------------------------------------------- | --------------- | ------------- | ------------- | ------------- | ----------- | ----------- | ----------- | -------- | -------- | -------- | ------------- | ------------- |
| Arnaldo da Silva                                                                      | 100 m           | 10,55         | 2.            | 20.**         | 10,47       | 6.          | 21.         | kiesett  | kiesett  | kiesett  | kiesett       | kiesett       |
| André da Silva                                                                        | 100 m           | 10,78         | 5.            | 45.*          | kiesett     | kiesett     | kiesett     | kiesett  | kiesett  | kiesett  | kiesett       | kiesett       |
| Robson da Silva                                                                       | 100 m           | 10,24         | 1.            | 3.            | 10,29       | 2.          | 9.          | 10,32    | 6.       | 9.       | kiesett       | kiesett       |
| Robson da Silva                                                                       | 200 m           | 20,62         | 1.            | 3.*           | 20,35       | 1.          | 6.          | 20,15    | 3.       | 4.       | 20,45         | 4.            |
| Sérgio de Menezes                                                                     | 200 m           | 21,17         | 3.            | 29.           | 21,00       | 6.          | 27.         | kiesett  | kiesett  | kiesett  | kiesett       | kiesett       |
| Sidney de Souza                                                                       | 200 m           | 20,72         | 2.            | 6.            | 20,69       | 2.          | 16.         | 20,88    | 7.       | 15.      | kiesett       | kiesett       |
| Sidney de Souza                                                                       | 400 m           | 45,92         | 3.            | 17.*          | 45,55       | 5.          | 16.         | kiesett  | kiesett  | kiesett  | kiesett       | kiesett       |
| Ediélson Tenório                                                                      | 400 m           | 46,31         | 5.            | 30.           | 46,34       | 6.          | 26.         | kiesett  | kiesett  | kiesett  | kiesett       | kiesett       |
| José Luíz Barbosa                                                                     | 800 m           | 1:46,16       | 1.            | 1.*           |             |             |             | 1:45,32  | 2.       | 2.       | 1:45,06       | 4.            |
| Edgar de Oliveira                                                                     | 1500 m          | 3:38,68       | 7.            | 16.*          |             |             |             | 3:42,53  | 12.      | 24.      | kiesett       | kiesett       |
| Joílto Bonfim                                                                         | 110 m gát       | 14,06         | 7.            | 29.           | kiesett     | kiesett     | kiesett     | kiesett  | kiesett  | kiesett  | kiesett       | kiesett       |
| Eronilde de Araújo                                                                    | 400 m gát       | 49,10         | 2.            | 10.           |             |             |             | 49,66    | 8.       | 14.      | kiesett       | kiesett       |
| Pedro Chiamulera                                                                      | 400 m gát       | nem ért célba | nem ért célba | nem ért célba |             |             |             | kiesett  | kiesett  | kiesett  | kiesett       | kiesett       |
| Clodoaldo do Carmo                                                                    | 3000 m akadály  | 8:26,31       | 2.            | 3.            |             |             |             | 8:20,46  | 2.       | 2.       | 8:25,92       | 11.           |
| Joseildo da Silva                                                                     | Maraton         |               |               |               |             |             |             |          |          |          | 2:26:00       | 56.           |
| Diamantino dos Santos                                                                 | Maraton         |               |               |               |             |             |             |          |          |          | nem ért célba | nem ért célba |
| Osmiro Silva                                                                          | Maraton         |               |               |               |             |             |             |          |          |          | 2:17:16       | 24.           |
| Sérgio Galdino                                                                        | 20 km gyaloglás |               |               |               |             |             |             |          |          |          | 1:33:32       | 27.           |
| Ademar Kammler                                                                        | 20 km gyaloglás |               |               |               |             |             |             |          |          |          | nem ért célba | nem ért célba |
| Marcelo Palma                                                                         | 20 km gyaloglás |               |               |               |             |             |             |          |          |          | 1:40:11       | 32.           |
| Robson da Silva Ediélson Tenório Sérgio de Menezes Sidney de Souza Eronilde de Araújo | 4 × 400 m váltó | 3:01,38       | 1.            | 8.            |             |             |             |          |          |          | 3:01,61       | 4.            |

| Versenyző      | Versenyszám | Selejtező | Selejtező | Döntő    | Döntő    |
| Versenyző      | Versenyszám | Eredmény  | Helyezés  | Eredmény | Helyezés |
| -------------- | ----------- | --------- | --------- | -------- | -------- |
| Jorge da Silva | Hármasugrás | 15,64 m   | 38.       | kiesett  | kiesett  |
| Anísio Silva   | Hármasugrás | 16,03 m   | 29.       | kiesett  | kiesett  |

| Versenyző            | Versenyszám | 100 m | 100 m | Távolugrás | Távolugrás | Súlylökés | Súlylökés | Magasugrás | Magasugrás | 400 m | 400 m | 110 m gát | 110 m gát | Diszkoszvetés            | Diszkoszvetés            | Rúdugrás         | Rúdugrás         | Gerelyhajítás    | Gerelyhajítás    | 1500 m           | 1500 m           | Végeredmény   | Végeredmény   |
| Versenyző            | Versenyszám | Idő   | Pont  | Eredmény   | Pont       | Eredmény  | Pont      | Eredmény   | Pont       | Idő   | Pont  | Idő       | Pont      | Eredmény                 | Pont                     | Eredmény         | Pont             | Eredmény         | Pont             | Idő              | Pont             | Pont          | Helyezés      |
| -------------------- | ----------- | ----- | ----- | ---------- | ---------- | --------- | --------- | ---------- | ---------- | ----- | ----- | --------- | --------- | ------------------------ | ------------------------ | ---------------- | ---------------- | ---------------- | ---------------- | ---------------- | ---------------- | ------------- | ------------- |
| Pedro da Silva Filho | Tízpróba    | 11,21 | 814   | 700 cm     | 814        | 14,71 m   | 772       | 206 cm     | 859        | 49,55 | 835   | 14,70     | 886       | érvényes kísérlet nélkül | érvényes kísérlet nélkül | nem állt rajthoz | nem állt rajthoz | nem állt rajthoz | nem állt rajthoz | nem állt rajthoz | nem állt rajthoz | nem ért célba | nem ért célba |

Női
| Versenyző          | Versenyszám | Előfutam | Előfutam | Előfutam | Döntő   | Döntő    |
| Versenyző          | Versenyszám | Idő      | Hely.    | Össz.    | Idő     | Helyezés |
| ------------------ | ----------- | -------- | -------- | -------- | ------- | -------- |
| Carmen de Oliveira | 10 000 m    | 34:48,21 | 19.      | 41.      | kiesett | kiesett  |
| Janete Mayal       | Maraton     |          |          |          | 3:00:23 | 31.      |
| Márcia Narloch     | Maraton     |          |          |          | 2:44:32 | 17.      |

* - egy másik versenyzővel azonos időt ért el

** – két másik versenyzővel azonos időt ért el

## Birkózás
Szabadfogású
| Versenyző           | Versenyszám | Csoportkör                                                           | Csoportkör | Helyosztók        | Helyosztók        | Helyosztók        | Bronz- mérkőzés   | Döntő             | Helyezés    |
| Versenyző           | Versenyszám | Csoportkör                                                           | Csoportkör | 9. helyért        | 7. helyért        | 5. helyért        | Bronz- mérkőzés   | Döntő             | Helyezés    |
| Versenyző           | Versenyszám | Ellenfél Eredmény                                                    | Hely.      | Ellenfél Eredmény | Ellenfél Eredmény | Ellenfél Eredmény | Ellenfél Eredmény | Ellenfél Eredmény | Helyezés    |
| ------------------- | ----------- | -------------------------------------------------------------------- | ---------- | ----------------- | ----------------- | ----------------- | ----------------- | ----------------- | ----------- |
| Roberto Neves Filho | 82 kg       | A csoport · Nicolae Ghiţă (ROU) · 1-16 · Alcide Legrand (FRA) · 0-15 | 9.         | kiesett           | kiesett           | kiesett           | kiesett           | kiesett           | helyezetlen |

## Cselgáncs
Férfi
| Versenyző                | Versenyszám  | Selejtező                      | 32-es főtábla                       | Nyolcaddöntő                      | Negyeddöntő                         | Elődöntő                        | Vigaszág első kör | Vigaszág nyolcaddöntő | Vigaszág negyeddöntő                | Vigaszág elődöntő | Bronz- mérkőzés   | Döntő                         | Helyezés |
| Versenyző                | Versenyszám  | Ellenfél Eredmény              | Ellenfél Eredmény                   | Ellenfél Eredmény                 | Ellenfél Eredmény                   | Ellenfél Eredmény               | Ellenfél Eredmény | Ellenfél Eredmény     | Ellenfél Eredmény                   | Ellenfél Eredmény | Ellenfél Eredmény | Ellenfél Eredmény             | Helyezés |
| ------------------------ | ------------ | ------------------------------ | ----------------------------------- | --------------------------------- | ----------------------------------- | ------------------------------- | ----------------- | --------------------- | ----------------------------------- | ----------------- | ----------------- | ----------------------------- | -------- |
| Shigueto Yamasaki Júnior | Légsúly      | erőnyerő                       | Petr Šedivák (TCH) · 0010-0000      | Piotr Kamrowski (POL) · 0000-1000 | kiesett                             | kiesett                         |                   |                       |                                     |                   |                   |                               | 19.      |
| Rogério Cardoso          | Harmatsúly   | erőnyerő                       | Augusto Almeida (POR) · 1000-0000   | Kim Sang-Mun (KOR) · 1000-0000    | Francisco Morales (ARG) · 1000-0000 | Udo Quellmalz (GER) · 0001-0000 |                   |                       |                                     |                   |                   | Csák József (HUN) · 0100-0000 |          |
| Sérgio Oliveira          | Könnyűsúly   | Joaquín Ruiz (ESP) · 0000-0010 | kiesett                             | kiesett                           | kiesett                             | kiesett                         |                   |                       |                                     |                   |                   |                               | 34.      |
| Ezequiel Paraguassu      | Váltósúly    | erőnyerő                       | Patrick Matangi (ZIM) · 1000-0000   | Kim Byeong-Ju (KOR) · 0000-1000   | kiesett                             | kiesett                         |                   |                       |                                     |                   |                   |                               | 18.      |
| Wagner Castropil         | Középsúly    | erőnyerő                       | Christopher Bacon (AUS) · 0000-0010 | kiesett                           | kiesett                             | kiesett                         |                   |                       |                                     |                   |                   |                               | 21.      |
| Aurélio Miguel           | Félnehézsúly | erőnyerő                       | Mamute Mbonga (ZAI) · 0001-0000     | Jiří Sosna (TCH) · 0001-0000      | Kovács Antal (HUN) · 0000-0100      |                                 |                   |                       | Dmitrij Szergejev (EUN) · 0000-1000 | kiesett           | kiesett           |                               | 9.       |
| José Mario Tranquillini  | Nehézsúly    |                                | Damjan Sztojkov (BUL) · 0000-0010   | kiesett                           | kiesett                             | kiesett                         |                   |                       |                                     |                   |                   |                               | 21.      |

Női
| Versenyző           | Versenyszám  | Selejtező                                    | Nyolcaddöntő                       | Negyeddöntő       | Elődöntő          | Vigaszág nyolcaddöntő                      | Vigaszág negyeddöntő               | Vigaszág elődöntő | Bronz- mérkőzés   | Döntő             | Helyezés |
| Versenyző           | Versenyszám  | Ellenfél Eredmény                            | Ellenfél Eredmény                  | Ellenfél Eredmény | Ellenfél Eredmény | Ellenfél Eredmény                          | Ellenfél Eredmény                  | Ellenfél Eredmény | Ellenfél Eredmény | Ellenfél Eredmény | Helyezés |
| ------------------- | ------------ | -------------------------------------------- | ---------------------------------- | ----------------- | ----------------- | ------------------------------------------ | ---------------------------------- | ----------------- | ----------------- | ----------------- | -------- |
| Andrea Rodrigues    | Légsúly      | erőnyerő                                     | Tamura Rjóko (JPN) · 0000-1000     |                   |                   | Amarilis Savón (CUB) · 0000-0001           | kiesett                            | kiesett           | kiesett           |                   | 13.      |
| Patricia Bevilacqua | Harmatsúly   | Li Csung-jün (Li Zhongyun) (CHN) · 0000-0010 |                                    |                   |                   | Catherine Grainger-Brain (AUS) · 0010-0000 | Carolina Mariani (ARG) · 0000-0010 | kiesett           | kiesett           |                   | 9.       |
| Jemina Alves        | Könnyűsúly   | Driulis González (CUB) · 0000-1100           |                                    |                   |                   | Maria Gontowicz-Szałas (POL) · 0000-1000   | kiesett                            | kiesett           | kiesett           |                   | 13.      |
| Tânia Ishii         | Váltósúly    | Csang Ti (Zhang Di) (CHN) · 0000-1000        | kiesett                            | kiesett           | kiesett           |                                            |                                    |                   |                   |                   | 20.      |
| Rosicléia Campos    | Középsúly    | erőnyerő                                     | Heidi Rakels (BEL) · 0000-1100     | kiesett           | kiesett           |                                            |                                    |                   |                   |                   | 16.      |
| Soraia André        | Félnehézsúly | erőnyerő                                     | Josephine Horton (GBR) · 0000-1000 |                   |                   | Sandy Bacher (USA) · 0000-0010             | kiesett                            | kiesett           | kiesett           |                   | 13.      |
| Edilene Andrade     | Nehézsúly    | Szakaue Jóko (JPN) · 0000-0010               |                                    |                   |                   | Colleen Rosensteel (USA) · 1000-0000       | Claudia Weber (GER) · 0000-0001    | kiesett           | kiesett           |                   | 9.       |

## Evezés
Férfi
| Versenyző                                                                                              | Versenyszám      | Előfutam | Előfutam | Vigaszág | Vigaszág | Elődöntő | Elődöntő | Elődöntő | Döntő | Döntő   | Döntő | Helyezés |
| Versenyző                                                                                              | Versenyszám      | Idő      | Hely.    | Idő      | Hely.    | Típus    | Idő      | Hely.    | Típus | Idő     | Hely. | Helyezés |
| --- | ---------------- | -------- | -------- | -------- | -------- | -------- | -------- | -------- | ----- | ------- | ----- | -------- |
| Cláudio Tavares Carlos de Almeida Carlos Sobrinho (kormányos)                                          | Kormányos kettes | 7:18,62  | 6.       | 7:21,51  | 4.       |          |          |          | C     | 7:32,49 | 1.    | 13.      |
| Cleber Leite Otávio Bandeira José Augusto Loureiro Júnior José Ribeiro Alexandre Fernandes (kormányos) | Kormányos négyes | 6:45,54  | 6.       | 6:34,87  | 5.       |          |          |          | B     | 6:22,00 | 6.    | 12.      |

## Íjászat
Férfi
| Versenyző            | Versenyszám | Selejtező | Selejtező | Selejtező | Selejtező | Selejtező | Selejtező | Selejtező | Selejtező | Selejtező | Selejtező | Kieséses szakasz                      | Kieséses szakasz  | Kieséses szakasz  | Kieséses szakasz  | Kieséses szakasz  | Helyezés |
| Versenyző            | Versenyszám | 30 m      | 30 m      | 50 m      | 50 m      | 70 m      | 70 m      | 90 m      | 90 m      | Pont      | Hely.     | 32-es főtábla                         | Nyolcaddöntő      | Negyeddöntő       | Elődöntő          | Döntő             | Helyezés |
| Versenyző            | Versenyszám | Pont      | Hely.     | Pont      | Hely.     | Pont      | Hely.     | Pont      | Hely.     | Pont      | Hely.     | Ellenfél Eredmény                     | Ellenfél Eredmény | Ellenfél Eredmény | Ellenfél Eredmény | Ellenfél Eredmény | Helyezés |
| -------------------- | ----------- | --------- | --------- | --------- | --------- | --------- | --------- | --------- | --------- | --------- | --------- | ------------------------------------- | ----------------- | ----------------- | ----------------- | ----------------- | -------- |
| Vitor Krieger        | Egyéni      | 345       | 32.       | 314       | 44.       | 325       | 18.       | 293       | 25.       | 1277      | 29.       | Vlagyimir Jesejev (EUN) (4.) · 95-106 | kiesett           | kiesett           | kiesett           | kiesett           | 30.      |
| Emilio Dutra e Mello | Egyéni      | 348       | 18.       | 311       | 49.       | 317       | 42.       | 275       | 55.       | 1251      | 49.       | kiesett                               | kiesett           | kiesett           | kiesett           | kiesett           | 49.      |

## Kajak-kenu

### Síkvízi
Férfi
| Versenyző                          | Versenyszám         | Előfutam | Előfutam | Előfutam | Vigaszág | Vigaszág | Vigaszág | Elődöntő | Elődöntő | Elődöntő | Döntő   | Döntő    |
| Versenyző                          | Versenyszám         | Idő      | Hely.    | Össz.    | Idő      | Hely.    | Össz.    | Idő      | Hely.    | Össz.    | Idő     | Helyezés |
| ---------------------------------- | ------------------- | -------- | -------- | -------- | -------- | -------- | -------- | -------- | -------- | -------- | ------- | -------- |
| Sebastián Cuattrin                 | Kajak egyes 500 m   | 1:48,86  | 7.       | 23.      | 1:46,56  | 5.       | 15.      | kiesett  | kiesett  | kiesett  | kiesett | kiesett  |
| Sebastián Cuattrin                 | Kajak egyes 1000 m  | 4:09,13  | 7.       | 26.      | 3:41,68  | 5.       | 14.      | kiesett  | kiesett  | kiesett  | kiesett | kiesett  |
| Alvaro Koslowski Jefferson Lacerda | Kajak kettes 500 m  | 1:43,23  | 7.       | 25.      | 1:37,15  | 6.       | 16.      | kiesett  | kiesett  | kiesett  | kiesett | kiesett  |
| Alvaro Koslowski Jefferson Lacerda | Kajak kettes 1000 m | 3:48,59  | 6.       | 25.      | 3:31,45  | 7.       | 16.      | kiesett  | kiesett  | kiesett  | kiesett | kiesett  |

### Szlalom
Férfi
| Versenyző        | Versenyszám | Döntő    | Döntő    | Döntő    | Döntő    | Döntő         | Helyezés |
| Versenyző        | Versenyszám | 1. futam | 1. futam | 2. futam | 2. futam | Jobb eredmény | Helyezés |
| Versenyző        | Versenyszám | Pont     | Hely.    | Pont     | Hely.    | Pont          | Helyezés |
| ---------------- | ----------- | -------- | -------- | -------- | -------- | ------------- | -------- |
| Marlon Grings    | Kajak egyes | 125,86   | 30.      | 120,82   | 22.      | 120,82        | 30.      |
| Gustavo Selbach  | Kajak egyes | 122,14   | 25.      | 127,09   | 29.      | 122,14        | 31.      |
| Leonardo Selbach | Kenu egyes  | 155,54   | 28.      | 140,60   | 23.      | 140,60        | 26.      |

## Kerékpározás

### Országúti kerékpározás
Férfi
| Versenyző                                                            | Versenyszám     | Idő             | Helyezés      |
| -------------------------------------------------------------------- | --------------- | --------------- | ------------- |
| Tonny Azevedo                                                        | Mezőnyverseny   | nem ért célba   | nem ért célba |
| Hernandes Quadri Júnior                                              | Mezőnyverseny   | nem ért célba   | nem ért célba |
| Wanderley Magalhães                                                  | Mezőnyverseny   | 4:35:56(+0:35)  | 28.           |
| Euripides Ferreira Hernandes Quadri Júnior Fernando Louro Márcio May | Csapat időfutam | 2:22:00(+20:21) | 20.           |

Női
| Versenyző                   | Versenyszám   | Idő             | Helyezés |
| --------------------------- | ------------- | --------------- | -------- |
| Cláudia Carceroni-Saintagne | Mezőnyverseny | 2:23:52(+19:10) | 48.      |

### Pálya-kerékpározás
Pontversenyek
| Versenyző      | Versenyszám       | Selejtező | Selejtező | Selejtező | Selejtező | Döntő     | Döntő   | Helyezés |
| Versenyző      | Versenyszám       | Csoport   | lekörözés | Pont      | Hely.     | lekörözés | Pont    | Helyezés |
| -------------- | ----------------- | --------- | --------- | --------- | --------- | --------- | ------- | -------- |
| Fernando Louro | Férfi pontverseny | A         | 1         | 5         | 14.       | kiesett   | kiesett | kiesett  |

## Kézilabda

### Férfi
| Brazil férfi kézilabdacsapat-játékoskeret                                                                   | Brazil férfi kézilabdacsapat-játékoskeret                                                            |
| --- | --- |
| - Cláudio Brito - Sérgio Carnasciali - Gilberto Cardoso - Drean Dutra - Rodrigo Hoffelder - Jabá - Macarrão | - Miltinho - Paulo Moratore - José Ramalho - Edson Rizzo - José Nascimento - José Luiz Vieira - Xexa |

#### Eredmények
Csoportkör
A csoport
| Csapat              | M | Gy | D | V | G+  | G–  | Gk  | P  |
| ------------------- | - | -- | - | - | --- | --- | --- | -- |
| Svédország (SWE)    | 5 | 5  | 0 | 0 | 118 | 86  | +32 | 10 |
| Izland (ISL)        | 5 | 3  | 1 | 1 | 101 | 99  | +2  | 7  |
| Dél-Korea (KOR)     | 5 | 3  | 0 | 2 | 114 | 115 | –1  | 6  |
| Magyarország (HUN)  | 5 | 2  | 0 | 3 | 102 | 108 | –6  | 4  |
| Csehszlovákia (TCH) | 5 | 1  | 1 | 3 | 94  | 92  | +2  | 3  |
| Brazília (BRA)      | 5 | 0  | 0 | 5 | 96  | 125 | –29 | 0  |

| 1992. július 27. 14:30 | Izland (ISL) | 19–18   | Brazília (BRA) | Játékvezetők: Gallego, Lamas (ESP) |
| 1992. július 27. 14:30 | Jónasson 6   | (10–10) | Nascimento 5   | Játékvezetők: Gallego, Lamas (ESP) |
| 1992. július 27. 14:30 |              |         |                | Játékvezetők: Gallego, Lamas (ESP) |

| 1992. július 29. 14:30 | Brazília (BRA) | 21–27   | Magyarország (HUN) | Játékvezetők: Convents, Xhonneux (BEL) |
| 1992. július 29. 14:30 | Nascimento 5   | (10–10) | Iváncsik 5         | Játékvezetők: Convents, Xhonneux (BEL) |
| 1992. július 29. 14:30 |                |         |                    | Játékvezetők: Convents, Xhonneux (BEL) |

| 1992. július 31. 19:00 | Svédország (SWE) | 22–15  | Brazília (BRA) | Játékvezetők: Guterman (LTU), Taranoukhine (RUS) |
| 1992. július 31. 19:00 | Hedin 6          | (11–7) | Carnasciali 5  | Játékvezetők: Guterman (LTU), Taranoukhine (RUS) |
| 1992. július 31. 19:00 |                  |        |                | Játékvezetők: Guterman (LTU), Taranoukhine (RUS) |

| 1992. augusztus 2. 19:00 | Brazília (BRA) | 16–27 | Csehszlovákia (TCH) | Játékvezetők: Szajna, Wroblewski (POL) |
| 1992. augusztus 2. 19:00 | Vieira 4       | (9–9) | Tonar 8             | Játékvezetők: Szajna, Wroblewski (POL) |
| 1992. augusztus 2. 19:00 |                |       |                     | Játékvezetők: Szajna, Wroblewski (POL) |

| 1992. augusztus 4. 14:30 | Dél-Korea (KOR)            | 30–26   | Brazília (BRA) | Játékvezetők: Guterman (LTU), Taranoukhine (RUS) |
| 1992. augusztus 4. 14:30 | Cso Cshihjo (Jo Chi-Hyo) 9 | (16–13) | Vieira 6       | Játékvezetők: Guterman (LTU), Taranoukhine (RUS) |
| 1992. augusztus 4. 14:30 |                            |         |                | Játékvezetők: Guterman (LTU), Taranoukhine (RUS) |

A 11. helyért
| 1992. augusztus 7. 14:00 | Egyiptom (EGY) | 27–24 (h. u.) | Brazília (BRA)            | Játékvezetők: Amigo, Gonzalez (ESP) |
| 1992. augusztus 7. 14:00 | Y. Mahmoud 8   | (10–8, 19–19) | Nascimento, Carnasciali 5 | Játékvezetők: Amigo, Gonzalez (ESP) |
| 1992. augusztus 7. 14:00 |                |               |                           | Játékvezetők: Amigo, Gonzalez (ESP) |

| Csapat         | Helyezés |
| -------------- | -------- |
| Brazília (BRA) | 12.      |

## Kosárlabda

### Férfi
| Brazil férfi kosárlabdacsapat-játékoskeret                                                      | Brazil férfi kosárlabdacsapat-játékoskeret                                                                |
| ----------------------------------------------------------------------------------------------- | --- |
| - Paulo Villas Boas - Cadum - Josuel dos Santos - Rolando Ferreira - Guerrinha - Israel Machado | - Wilson Minucci - Maury Ponikwar - Marcel Ponikwar - Oscar Schmidt - José João Vianna - Gerson Victalino |

#### Eredmények
Csoportkör
A csoport
| Csapat                 | M | Gy | V | P+  | P–  | Pk   | P  |
| ---------------------- | - | -- | - | --- | --- | ---- | -- |
| Egyesült Államok (USA) | 5 | 5  | 0 | 579 | 350 | +229 | 10 |
| Horvátország (CRO)     | 5 | 4  | 1 | 423 | 400 | +23  | 9  |
| Brazília (BRA)         | 5 | 2  | 3 | 420 | 463 | –43  | 7  |
| Németország (GER)      | 5 | 2  | 3 | 369 | 432 | –63  | 7  |
| Angola (ANG)           | 5 | 1  | 4 | 324 | 392 | –68  | 6  |
| Spanyolország (ESP)    | 5 | 1  | 4 | 398 | 476 | –78  | 6  |

| 1992. július 26. 22:30 | Horvátország (CRO) | 93 – 76   | Brazília (BRA) | Pabellón Olímpico de Badalona, Badalona |
| 1992. július 26. 22:30 | (55–40)            |           |                | Pabellón Olímpico de Badalona, Badalona |
| 1992. július 26. 22:30 | Petrović 22        | Pont      | Schmidt 26     | Pabellón Olímpico de Badalona, Badalona |
| 1992. július 26. 22:30 | Rađa 4             | Lepattanó | Vianna 9       | Pabellón Olímpico de Badalona, Badalona |
| 1992. július 26. 22:30 | Petrović 5         | Gólpassz  | Schmidt 2      | Pabellón Olímpico de Badalona, Badalona |

| 1992. július 27. 22:30 | Brazília (BRA) | 100–101   | Spanyolország (ESP) | Pabellón Olímpico de Badalona, Badalona |
| 1992. július 27. 22:30 | (43–53)        |           |                     | Pabellón Olímpico de Badalona, Badalona |
| 1992. július 27. 22:30 | Schmidt 44     | Pont      | Villacampa 25       | Pabellón Olímpico de Badalona, Badalona |
| 1992. július 27. 22:30 | Victalino 10   | Lepattanó | Jiménez 7           | Pabellón Olímpico de Badalona, Badalona |
| 1992. július 27. 22:30 | Schmidt 4      | Gólpassz  | Herreros 5          | Pabellón Olímpico de Badalona, Badalona |

| 1992. július 29. 11:30 | Brazília (BRA)       | 76 – 66   | Angola (ANG) | Pabellón Olímpico de Badalona, Badalona |
| 1992. július 29. 11:30 | (42–26)              |           |              | Pabellón Olímpico de Badalona, Badalona |
| 1992. július 29. 11:30 | Schmidt 19           | Pont      | Conceição 17 | Pabellón Olímpico de Badalona, Badalona |
| 1992. július 29. 11:30 | Schmidt, Victalino 7 | Lepattanó | Conceição 9  | Pabellón Olímpico de Badalona, Badalona |
| 1992. július 29. 11:30 | Maury Ponikwar 6     | Gólpassz  | Moreira 5    | Pabellón Olímpico de Badalona, Badalona |

| 1992. július 31. 22:30 | Egyesült Államok (USA) | 127– 83   | Brazília (BRA)   | Pabellón Olímpico de Badalona, Badalona |
| 1992. július 31. 22:30 | (60–41)                |           |                  | Pabellón Olímpico de Badalona, Badalona |
| 1992. július 31. 22:30 | Barkley 30             | Pont      | Schmidt 24       | Pabellón Olímpico de Badalona, Badalona |
| 1992. július 31. 22:30 | Ewing 9                | Lepattanó | dos Santos 9     | Pabellón Olímpico de Badalona, Badalona |
| 1992. július 31. 22:30 | Drexler 10             | Gólpassz  | Maury Ponikwar 7 | Pabellón Olímpico de Badalona, Badalona |

| 1992. augusztus 2. 9:30 | Németország (GER) | 76–85     | Brazília (BRA)   | Pabellón Olímpico de Badalona, Badalona |
| 1992. augusztus 2. 9:30 | (40–39)           |           |                  | Pabellón Olímpico de Badalona, Badalona |
| 1992. augusztus 2. 9:30 | Schrempf 27       | Pont      | Boas 27          | Pabellón Olímpico de Badalona, Badalona |
| 1992. augusztus 2. 9:30 | Schrempf, Gnad 10 | Lepattanó | dos Santos 11    | Pabellón Olímpico de Badalona, Badalona |
| 1992. augusztus 2. 9:30 | Rödl, Schrempf 3  | Gólpassz  | Maury Ponikwar 6 | Pabellón Olímpico de Badalona, Badalona |

Negyeddöntő
| 1992. augusztus 4. 20:30 | Litvánia (LTU) | 114–96    | Brazília (BRA)   | Pabellón Olímpico de Badalona, Badalona |
| 1992. augusztus 4. 20:30 | (48–52)        |           |                  | Pabellón Olímpico de Badalona, Badalona |
| 1992. augusztus 4. 20:30 | Sabonis 32     | Pont      | Boas 25          | Pabellón Olímpico de Badalona, Badalona |
| 1992. augusztus 4. 20:30 | Sabonis 13     | Lepattanó | Victalino 10     | Pabellón Olímpico de Badalona, Badalona |
| 1992. augusztus 4. 20:30 | Sabonis 10     | Gólpassz  | Maury Ponikwar 6 | Pabellón Olímpico de Badalona, Badalona |

Az 5–8. helyért
| 1992. augusztus 6. 14:30 | Brazília (BRA)    | 86 –84    | Puerto Rico (PUR) | Pabellón Olímpico de Badalona, Badalona |
| 1992. augusztus 6. 14:30 | (43–49)           |           |                   | Pabellón Olímpico de Badalona, Badalona |
| 1992. augusztus 6. 14:30 | Schmidt 29        | Pont      | Moráles 17        | Pabellón Olímpico de Badalona, Badalona |
| 1992. augusztus 6. 14:30 | dos Santos 7      | Lepattanó | Rivas 9           | Pabellón Olímpico de Badalona, Badalona |
| 1992. augusztus 6. 14:30 | Marcel Ponikwar 3 | Gólpassz  | Rivas 5           | Pabellón Olímpico de Badalona, Badalona |

Az 5. helyért
| 1992. augusztus 8. 11:00 | Brazília (BRA) | 90–80     | Ausztrália (AUS)   | Pabellón Olímpico de Badalona, Badalona |
| 1992. augusztus 8. 11:00 | (44–38)        |           |                    | Pabellón Olímpico de Badalona, Badalona |
| 1992. augusztus 8. 11:00 | Schmidt 23     | Pont      | Gaze 26            | Pabellón Olímpico de Badalona, Badalona |
| 1992. augusztus 8. 11:00 | Victalino 12   | Lepattanó | Bradtke, Longley 6 | Pabellón Olímpico de Badalona, Badalona |
| 1992. augusztus 8. 11:00 | Boas 8         | Gólpassz  | Gaze, Longley 4    | Pabellón Olímpico de Badalona, Badalona |

| Csapat         | Helyezés |
| -------------- | -------- |
| Brazília (BRA) | 5.       |

### Női
| Brazil női kosárlabdacsapat-játékoskeret                                                       | Brazil női kosárlabdacsapat-játékoskeret                                                                               |
| ---------------------------------------------------------------------------------------------- | --- |
| - Janeth Arcain - Vânia Hernandes - Joyce - Helen Cristina Santos Luz - Simone Pontello - Ruth | - Hortência Marcari Oliva - Nádia - Adriana Aparecida Santos - Maria Gonçalves da Silva - Marta de Souza Sobral - Zézé |

#### Eredmények
Csoportkör
A csoport
| Csapat                  | M | Gy | V | P+  | P–  | Pk  | P |
| ----------------------- | - | -- | - | --- | --- | --- | - |
| Kuba (CUB)              | 3 | 3  | 0 | 246 | 230 | +16 | 6 |
| Egyesített Csapat (EUN) | 3 | 2  | 1 | 244 | 222 | +22 | 5 |
| Brazília (BRA)          | 3 | 1  | 2 | 237 | 241 | –4  | 4 |
| Olaszország (ITA)       | 3 | 0  | 3 | 190 | 224 | –34 | 3 |

| 1992. július 30. 20:00 | Brazília (BRA)      | 85–70     | Olaszország (ITA) | Pabellón Olímpico de Badalona, Badalona |
| 1992. július 30. 20:00 | (41–35)             |           |                   | Pabellón Olímpico de Badalona, Badalona |
| 1992. július 30. 20:00 | da Silva 24         | Pont      | Pollini 20        | Pabellón Olímpico de Badalona, Badalona |
| 1992. július 30. 20:00 | de Souza Sobral 12  | Lepattanó | Pollini 5         | Pabellón Olímpico de Badalona, Badalona |
| 1992. július 30. 20:00 | dos Santos Arcain 7 | Gólpassz  | Todeschini 4      | Pabellón Olímpico de Badalona, Badalona |

| 1992. augusztus 1. 13:00 | Kuba (CUB)      | 95–88     | Brazília (BRA)       | Pabellón Olímpico de Badalona, Badalona |
| 1992. augusztus 1. 13:00 | (34–42)         |           |                      | Pabellón Olímpico de Badalona, Badalona |
| 1992. augusztus 1. 13:00 | R. Hernández 32 | Pont      | dos Santos Arcain 27 | Pabellón Olímpico de Badalona, Badalona |
| 1992. augusztus 1. 13:00 | Martínez 13     | Lepattanó | dos Santos Arcain 10 | Pabellón Olímpico de Badalona, Badalona |
| 1992. augusztus 1. 13:00 | Borrell 3       | Gólpassz  | da Silva 9           | Pabellón Olímpico de Badalona, Badalona |

| 1992. augusztus 3. 11:00 | Egyesített Csapat (EUN)   | 76–64     | Brazília (BRA)       | Pabellón Olímpico de Badalona, Badalona |
| 1992. augusztus 3. 11:00 | (48–33)                   |           |                      | Pabellón Olímpico de Badalona, Badalona |
| 1992. augusztus 3. 11:00 | Tornyikidu, Svajbovics 20 | Pont      | Hortência Marcari 26 | Pabellón Olímpico de Badalona, Badalona |
| 1992. augusztus 3. 11:00 | Hudasova 11               | Lepattanó | de Souza Sobral 6    | Pabellón Olímpico de Badalona, Badalona |
| 1992. augusztus 3. 11:00 | Tornyikidu 5              | Gólpassz  | négy játékos 1       | Pabellón Olímpico de Badalona, Badalona |

Az 5–8. helyért
| 1992. augusztus 5. 11:00 | Brazília (BRA)             | 62–74     | Csehszlovákia (TCH)  | Pabellón Olímpico de Badalona, Badalona |
| 1992. augusztus 5. 11:00 | (34–24)                    |           |                      | Pabellón Olímpico de Badalona, Badalona |
| 1992. augusztus 5. 11:00 | Hortência Marcari 16       | Pont      | Němcová 20           | Pabellón Olímpico de Badalona, Badalona |
| 1992. augusztus 5. 11:00 | dos Santos Arcain 5        | Lepattanó | Buriánová 10         | Pabellón Olímpico de Badalona, Badalona |
| 1992. augusztus 5. 11:00 | Silva, dos Santos Arcain 4 | Gólpassz  | Liptáková, Němcová 2 | Pabellón Olímpico de Badalona, Badalona |

A 7. helyért
| 1992. augusztus 7. 20:00 | Brazília (BRA)       | 86–83 (h. u.) | Olaszország (ITA) | Pabellón Olímpico de Badalona, Badalona |
| 1992. augusztus 7. 20:00 | (41–41, 78–78)       |               |                   | Pabellón Olímpico de Badalona, Badalona |
| 1992. augusztus 7. 20:00 | dos Santos Arcain 25 | Pont          | Pollini 28        | Pabellón Olímpico de Badalona, Badalona |
| 1992. augusztus 7. 20:00 | dos Santos Arcain 12 | Lepattanó     | Fullin 9          | Pabellón Olímpico de Badalona, Badalona |
| 1992. augusztus 7. 20:00 | da Silva 6           | Gólpassz      | Todeschini 4      | Pabellón Olímpico de Badalona, Badalona |

| Csapat         | Helyezés |
| -------------- | -------- |
| Brazília (BRA) | 7.       |

## Lovaglás
Díjugratás
| Versenyző                                                         | Ló                                   | Versenyszám | Selejtező | Selejtező | Selejtező | Selejtező | Selejtező | Selejtező | Selejtező  | Selejtező  | Döntő   | Döntő   | Döntő   | Döntő   | Végeredmény | Végeredmény |
| Versenyző                                                         | Ló                                   | Versenyszám | 1. kör    | 1. kör    | 2. kör    | 2. kör    | 2. kör    | 3. kör    | Összesítés | Összesítés | 1. kör  | 1. kör  | 2. kör  | 2. kör  | Végeredmény | Végeredmény |
| Versenyző                                                         | Ló                                   | Versenyszám | Pont      | Hely.     | Pont      | Össz.     | Hely.     | Pont      | Pont       | Hely.      | Bünt.   | Hely.   | Bünt.   | Hely.   | Pont/Bünt   | Helyezés    |
| ----------------------------------------------------------------- | ------------------------------------ | ----------- | --------- | --------- | --------- | --------- | --------- | --------- | ---------- | ---------- | ------- | ------- | ------- | ------- | ----------- | ----------- |
| Carlos da Motta                                                   | Wendy                                | Egyéni      | 19,00     | 69.       | 72,50     | 91,50     | 40.       | 64,00     | 155,50     | 26.        | 16,00   | 30.     | kiesett | kiesett | 16,00       | 31.         |
| Rodrigo Pessoa                                                    | Special Envoy                        | Egyéni      | 82,50     | 1.        | 56,00     | 138,50    | 17.       | 84,50     | 223,00     | 1.         | 4,00    | 6.      | 12,00   | 12.     | 16,00       | 9.          |
| Nelson Pessoa Filho                                               | Vivaldi                              | Egyéni      | 28,00     | 60.       | 39,50     | 67,50     | 56.       |           | 67,50      | 65.        | kiesett | kiesett | kiesett | kiesett | 67,50       | 65.         |
| Vitor Teixeira                                                    | Attack Z                             | Egyéni      | 34,00     | 54.       | 44,00     | 78,00     | 50.       | 49,50     | 127,50     | 50.        | kiesett | kiesett | kiesett | kiesett | 127,50      | 50.*        |
| Carlos da Motta Rodrigo Pessoa Nelson Pessoa Filho Vitor Teixeira | Wendy Special Envoy Vivaldi Attack Z | Csapat      |           |           |           |           |           |           |            |            | 30,75   | 13.     | 21,00   | 10.     | 51,75       | 10.         |

Lovastusa
| Versenyző       | Ló          | Versenyszám | Díjlovaglás | Díjlovaglás | Tereplovaglás | Tereplovaglás | Tereplovaglás | Díjugratás   | Díjugratás   | Végeredmény  | Végeredmény  |
| Versenyző       | Ló          | Versenyszám | Bünt.       | Hely.       | Bünt.         | Hely.         | Össz.         | Bünt.        | Hely.        | Bünt.        | Helyezés     |
| --------------- | ----------- | ----------- | ----------- | ----------- | ------------- | ------------- | ------------- | ------------ | ------------ | ------------ | ------------ |
| Luciano Drubi   | Xilena      | Egyéni      | 82,20       | 73.         | 240,80        | 61.           | 61.           | 5,00         | 9.           | 328,00       | 60.          |
| Sergei Fofanoff | Kaiser Eden | Egyéni      | 71,20       | 58.         | visszalépett  | visszalépett  | visszalépett  | visszalépett | visszalépett | visszalépett | visszalépett |

* - egy másik versenyzővel azonos eredményt ért el

## Műugrás
Női
| Versenyző       | Versenyszám        | Elődöntő | Elődöntő | Döntő   | Döntő    |
| Versenyző       | Versenyszám        | Pont     | Helyezés | Pont    | Helyezés |
| --------------- | ------------------ | -------- | -------- | ------- | -------- |
| Silvana Neitzke | Egyéni toronyugrás | 230,70   | 28.      | kiesett | kiesett  |

## Ökölvívás
| Versenyző       | Versenyszám   | Selejtező                        | Nyolcaddöntő                  | Negyeddöntő       | Elődöntő          | Döntő             | Helyezés |
| Versenyző       | Versenyszám   | Ellenfél Eredmény                | Ellenfél Eredmény             | Ellenfél Eredmény | Ellenfél Eredmény | Ellenfél Eredmény | Helyezés |
| --------------- | ------------- | -------------------------------- | ----------------------------- | ----------------- | ----------------- | ----------------- | -------- |
| Luiz Freitas    | Légsúly       | Han Gwang-Hyeong (KOR) · 15-9    | Benjamin Mwangata (TAN) · 7-8 | kiesett           | kiesett           | kiesett           | 9.       |
| Rogério Dezorzi | Pehelysúly    | Steven Kevi (PNG) · 20-6         | Ramaz Paliani (EUN) · 2-19    | kiesett           | kiesett           | kiesett           | 9.       |
| Adilson Silva   | Könnyűsúly    | Oscar De La Hoya (USA) · RSC     | kiesett                       | kiesett           | kiesett           | kiesett           | 17.      |
| Lucas França    | Nagyváltósúly | Chalit Boonsingkarn (THA) · 2-16 | kiesett                       | kiesett           | kiesett           | kiesett           | 17.      |

RSC - a játékvezető megállította a mérkőzést

## Röplabda

### Férfi
| Brazil férfi röplabdacsapat-játékoskeret                       | Brazil férfi röplabdacsapat-játékoskeret                     |
| -------------------------------------------------------------- | ------------------------------------------------------------ |
| - Amauri - Carlão - Douglas - Giovane - Janelson - Jorge Edson | - Maurício - Marcelo Negrão - Paulão - Pampa - Talmo - Tande |

#### Eredmények
Csoportkör
B csoport
|                         |      | Mérkőzések | Mérkőzések | Szettek | Szettek | Szettek | Pontok | Pontok | Pontok |
| Csapat                  | Pont | Gy         | V          | Sz+     | Sz–     | SzA     | P+     | P–     | PA     |
| ----------------------- | ---- | ---------- | ---------- | ------- | ------- | ------- | ------ | ------ | ------ |
| Brazília (BRA)          | 10   | 5          | 0          | 15      | 2       | 7,500   | 248    | 165    | 1,503  |
| Kuba (CUB)              | 9    | 4          | 1          | 13      | 5       | 2,600   | 231    | 180    | 1,283  |
| Egyesített Csapat (EUN) | 8    | 3          | 2          | 11      | 7       | 1,571   | 229    | 205    | 1,117  |
| Hollandia (NED)         | 7    | 2          | 3          | 8       | 9       | 0,889   | 218    | 181    | 1,204  |
| Dél-Korea (KOR)         | 6    | 1          | 4          | 3       | 12      | 0,250   | 142    | 212    | 0,670  |
| Algéria (ALG)           | 5    | 0          | 5          | 0       | 15      | 0,000   | 100    | 225    | 0,444  |

| 1992. július 26. 21:30 | Dél-Korea (KOR)      | 0–3 | Brazília (BRA) | Játékvezető: Genaro Torres (MEX), Heiner Loose (GER) |
| 1992. július 26. 21:30 | (13–15, 14–16, 7–15) |     |                | Játékvezető: Genaro Torres (MEX), Heiner Loose (GER) |

| 1992. július 28. 17:30 | Brazília (BRA)            | 3–1 | Egyesített Csapat (EUN) | Játékvezető: Robert Clarke (USA), Yamagishi Norio (JPN) |
| 1992. július 28. 17:30 | (15–6, 15–7, 9–15, 16–14) |     |                         | Játékvezető: Robert Clarke (USA), Yamagishi Norio (JPN) |

| 1992. július 30. 19:00 | Hollandia (NED)     | 0–3 | Brazília (BRA) | Játékvezető: Yamagishi Norio (JPN), Peter Henry (CAN) |
| 1992. július 30. 19:00 | (11–15, 9–15, 4–15) |     |                | Játékvezető: Yamagishi Norio (JPN), Peter Henry (CAN) |

| 1992. augusztus 1. 21:30 | Brazília (BRA)            | 3–1 | Kuba (CUB) | Játékvezető: Stoyan-Kostov Stoyanov (BUL), Sun Tjan Hui (CHN) |
| 1992. augusztus 1. 21:30 | (15–6, 15–8, 12–15, 15–6) |     |            | Játékvezető: Stoyan-Kostov Stoyanov (BUL), Sun Tjan Hui (CHN) |

| 1992. augusztus 3. 17:30 | Algéria (ALG)       | 0–3 | Brazília (BRA) | Játékvezető: Umberto Suprani (ITA), Antonio Fernandez (ESP) |
| 1992. augusztus 3. 17:30 | (8–15, 13–15, 9–15) |     |                | Játékvezető: Umberto Suprani (ITA), Antonio Fernandez (ESP) |

Negyeddöntő
| 1992. augusztus 5. 19:00 | Japán (JPN)          | 0–3 | Brazília (BRA) | Játékvezető: Genaro Torres (MEX), Gabriel Gimenez (ESP) |
| 1992. augusztus 5. 19:00 | (12–15, 5–15, 12–15) |     |                | Játékvezető: Genaro Torres (MEX), Gabriel Gimenez (ESP) |

Elődönt
| 1992. augusztus 7. 19:00 | Egyesült Államok (USA)     | 1–3 | Brazília (BRA) | Játékvezető: Jean-Francois Marty (FRA), Konstantinos Margaritis (GRE) |
| 1992. augusztus 7. 19:00 | (15–12, 8–15, 9–15, 12–15) |     |                | Játékvezető: Jean-Francois Marty (FRA), Konstantinos Margaritis (GRE) |

Döntő
| 1992. augusztus 9. 13:00 | Hollandia (NED)     | 0–3 | Brazília (BRA) | Játékvezető: Genaro Torres (MEX), Gabriel Gimenez (ESP) |
| 1992. augusztus 9. 13:00 | (12–15, 8–15, 5–15) |     |                | Játékvezető: Genaro Torres (MEX), Gabriel Gimenez (ESP) |

| Csapat         | Helyezés |
| -------------- | -------- |
| Brazília (BRA) |          |

### Női
| Brazil női röplabdacsapat-játékoskeret                                                             | Brazil női röplabdacsapat-játékoskeret                                                          |
| -------------------------------------------------------------------------------------------------- | ----------------------------------------------------------------------------------------------- |
| - Ana Ida Alvares - Ana Lúcia Barros - Leila Barros - Hilma Calderia - Cilene - Ana Paula Connelly | - Márcia Fu Cunha - Fofão - Ana Beatriz Moser - Ana Flávia Sanglard - Tina - Fernanda Venturini |

#### Eredmények
Csoportkör
B csoport
|                 |      | Mérkőzések | Mérkőzések | Szettek | Szettek | Szettek | Pontok | Pontok | Pontok |
| Csapat          | Pont | Gy         | V          | Sz+     | Sz–     | SzA     | P+     | P–     | PA     |
| --------------- | ---- | ---------- | ---------- | ------- | ------- | ------- | ------ | ------ | ------ |
| Kuba (CUB)      | 6    | 3          | 0          | 9       | 2       | 4,500   | 151    | 129    | 1,171  |
| Brazília (BRA)  | 5    | 2          | 1          | 7       | 6       | 1,167   | 170    | 145    | 1,172  |
| Hollandia (NED) | 4    | 1          | 2          | 4       | 8       | 0,500   | 136    | 166    | 0,819  |
| Kína (CHN)      | 3    | 0          | 3          | 5       | 9       | 0,556   | 174    | 191    | 0,911  |

| 1992. július 29. 19:00 | Hollandia (NED)           | 1–3 | Brazília (BRA) | Játékvezető: Cho Young-Ho (KOR), Peter Henry (CAN) |
| 1992. július 29. 19:00 | (9–15, 3–15, 15–11, 7–15) |     |                | Játékvezető: Cho Young-Ho (KOR), Peter Henry (CAN) |

| 1992. július 31. 13:00 | Brazília (BRA)             | 1–3 | Kuba (CUB) | Játékvezető: Heiner Loose (GER), Robert Clarke (USA) |
| 1992. július 31. 13:00 | (11–15, 15–3, 13–15, 9–15) |     |            | Játékvezető: Heiner Loose (GER), Robert Clarke (USA) |

| 1992. augusztus 2. 21:30 | Kína (CHN)                        | 2–3 | Brazília (BRA) | Játékvezető: Gabriel Gimenez (ESP), Levan Stepanian (ARM) |
| 1992. augusztus 2. 21:30 | (9–15, 15–7, 11–15, 16–14, 12–15) |     |                | Játékvezető: Gabriel Gimenez (ESP), Levan Stepanian (ARM) |

Rájátszás az elődöntőért
| 1992. augusztus 4. 21:30 | Japán (JPN)                 | 1–3 | Brazília (BRA) | Játékvezető: Jean-Francois Marty (FRA), Umberto Suprani (ITA) |
| 1992. augusztus 4. 21:30 | (16–14, 13–15, 13–15, 9–15) |     |                | Játékvezető: Jean-Francois Marty (FRA), Umberto Suprani (ITA) |

Elődöntő
| 1992. augusztus 6. 21:30 | Egyesített Csapat (EUN)    | 3–1 | Brazília (BRA) | Játékvezető: Shimoyama Takashi (JPN), Genaro Torres (MEX) |
| 1992. augusztus 6. 21:30 | (15–10, 13–15, 15–5, 15–5) |     |                | Játékvezető: Shimoyama Takashi (JPN), Genaro Torres (MEX) |

Bronzmérkőzés
| 1992. augusztus 7. 13:00 | Brazília (BRA)      | 0–3 | Egyesült Államok (USA) | Játékvezető: Levan Stepanian (ARM), Yamagishi Norio (JPN) |
| 1992. augusztus 7. 13:00 | (8–15, 6–15, 13–15) |     |                        | Játékvezető: Levan Stepanian (ARM), Yamagishi Norio (JPN) |

| Csapat         | Helyezés |
| -------------- | -------- |
| Brazília (BRA) | 4.       |

## Sportlövészet
Férfi
| Versenyző            | Versenyszám    | Selejtező | Selejtező | Döntő   | Döntő    |
| Versenyző            | Versenyszám    | Pont      | Helyezés  | Pont    | Helyezés |
| -------------------- | -------------- | --------- | --------- | ------- | -------- |
| Wilson Scheidemantel | Légpisztoly    | 568       | 42.       | kiesett | kiesett  |
| Wilson Scheidemantel | Szabadpisztoly | 545       | 35.       | kiesett | kiesett  |

Női
| Versenyző                    | Versenyszám   | Selejtező | Selejtező | Döntő   | Döntő    |
| Versenyző                    | Versenyszám   | Pont      | Helyezés  | Pont    | Helyezés |
| ---------------------------- | ------------- | --------- | --------- | ------- | -------- |
| Tânia Mara Fassoni-Giansante | Légpisztoly   | 366       | 45.*      | kiesett | kiesett  |
| Tânia Mara Fassoni-Giansante | Sportpisztoly | 563       | 38.       | kiesett | kiesett  |

* - egy másik versenyzővel azonos eredményt ért el

## Súlyemelés
| Versenyző      | Versenyszám | Szakítás | Szakítás | Lökés    | Lökés    | Összesen | Helyezés |
| Versenyző      | Versenyszám | Eredmény | Helyezés | Eredmény | Helyezés | Összesen | Helyezés |
| -------------- | ----------- | -------- | -------- | -------- | -------- | -------- | -------- |
| Emilson Dantas | 100 kg      | 150,0    | 21.      | 190,0    | 17.      | 340,0    | 18.      |

## Szinkronúszás
| Versenyző                       | Versenyszám | Selejtező           | Selejtező           | Selejtező       | Selejtező  | Selejtező  | Döntő           | Döntő      | Helyezés |
| Versenyző                       | Versenyszám | Technikai gyakorlat | Technikai gyakorlat | Zenés gyakorlat | Összesítés | Összesítés | Zenés gyakorlat | Összesítés | Helyezés |
| Versenyző                       | Versenyszám | Pont                | Hely.               | Pont            | Pont       | Hely.      | Pont            | Pont       | Helyezés |
| ------------------------------- | ----------- | ------------------- | ------------------- | --------------- | ---------- | ---------- | --------------- | ---------- | -------- |
| Cristiana Lobo                  | Egyéni      | 79,906              | 48.                 | kiesett         | kiesett    | kiesett    | kiesett         | kiesett    | kiesett  |
| Gláucia Soutinho                | Egyéni      | 83,383              | 35.                 | 89,680          | 173,063    | 16.        | kiesett         | kiesett    | 16.      |
| Fernanda Veirano                | Egyéni      | 82,396              | 39.                 | kiesett         | kiesett    | kiesett    | kiesett         | kiesett    | kiesett  |
| Cristiana Lobo Fernanda Veirano | Páros       | 81,151              | 16.                 | 90,680          | 171,831    | 15.        | kiesett         | kiesett    | 15.      |

## Tenisz
Férfi
| Versenyző                | Versenyszám | 64-es főtábla                                           | 32-es főtábla                                                                      | Nyolcaddöntő                                    | Negyeddöntő                                            | Elődöntő          | Döntő             | Helyezés |
| Versenyző                | Versenyszám | Ellenfél Eredmény                                       | Ellenfél Eredmény                                                                  | Ellenfél Eredmény                               | Ellenfél Eredmény                                      | Ellenfél Eredmény | Ellenfél Eredmény | Helyezés |
| ------------------------ | ----------- | ------------------------------------------------------- | ---------------------------------------------------------------------------------- | ----------------------------------------------- | ------------------------------------------------------ | ----------------- | ----------------- | -------- |
| Luiz Mattar              | Egyes       | Paul Haarhuis (NED) · 6-4, 3-6, 2-6, 2-6                | kiesett                                                                            | kiesett                                         | kiesett                                                | kiesett           | kiesett           | 33.      |
| Jaime Oncins             | Egyes       | Srđan Muškatirović (IOP) · 7-6(7–3), 4-6, 6-1, 4-6, 6-1 | Michael Chang (USA) · 6-2, 3-6, 6-3, 6-3                                           | Mark Koevermans (NED) · 7-6(7–1), 6-0, 7-6(7–2) | Andrej Cserkaszov (EUN) · 1-6, 4-6, 7-6(7–3), 6-4, 2-6 | kiesett           | kiesett           | 5.       |
| Luiz Mattar Jaime Oncins | Páros       |                                                         | Spanyolország (ESP) · Sergio Casal · Emilio Sánchez · 3-6, 6-3, 7-6(7–4), 3-6, 1-6 | kiesett                                         | kiesett                                                | kiesett           | kiesett           | 17.      |

Női
| Versenyző                         | Versenyszám | 64-es főtábla                              | 32-es főtábla                                                           | Nyolcaddöntő                                                    | Negyeddöntő       | Elődöntő          | Döntő             | Helyezés |
| Versenyző                         | Versenyszám | Ellenfél Eredmény                          | Ellenfél Eredmény                                                       | Ellenfél Eredmény                                               | Ellenfél Eredmény | Ellenfél Eredmény | Ellenfél Eredmény | Helyezés |
| --------------------------------- | ----------- | ------------------------------------------ | ----------------------------------------------------------------------- | --------------------------------------------------------------- | ----------------- | ----------------- | ----------------- | -------- |
| Andrea Vieira                     | Egyes       | Manuela Maleeva-Fragnière (SUI) · 2-6, 3-6 | kiesett                                                                 | kiesett                                                         | kiesett           | kiesett           | kiesett           | 33.      |
| Cláudia Chabalgoity Andrea Vieira | Páros       |                                            | Svédország (SWE) · Catarina Lindqvist · Maria Lindström · 6-2, 7-6(7–5) | Ausztrália (AUS) · Nicole Bradtke · Rachel McQuillan · 2-6, 1-6 | kiesett           | kiesett           | kiesett           | 9.       |

## Torna
Férfi
| Versenyző      | Versenyszám      | Selejtező | Selejtező | Döntő    | Döntő    |
| Versenyző      | Versenyszám      | Pontszám  | Helyezés  | Pontszám | Helyezés |
| -------------- | ---------------- | --------- | --------- | -------- | -------- |
| Marco Monteiro | Talaj            | 18,425    | 81.       | kiesett  | kiesett  |
| Marco Monteiro | Ugrás            | 18,300    | 89.       | kiesett  | kiesett  |
| Marco Monteiro | Korlát           | 18,450    | 77.       | kiesett  | kiesett  |
| Marco Monteiro | Nyújtó           | 18,375    | 80.       | kiesett  | kiesett  |
| Marco Monteiro | Gyűrű            | 17,875    | 87.       | kiesett  | kiesett  |
| Marco Monteiro | Lólengés         | 18,150    | 80.       | kiesett  | kiesett  |
| Marco Monteiro | Egyéni összetett | 109,575   | 84.       | kiesett  | kiesett  |

Női
| Versenyző     | Versenyszám      | Selejtező | Selejtező | Döntő    | Döntő    |
| Versenyző     | Versenyszám      | Pontszám  | Helyezés  | Pontszám | Helyezés |
| ------------- | ---------------- | --------- | --------- | -------- | -------- |
| Luísa Ribeiro | Talaj            | 19,137    | 63.       | kiesett  | kiesett  |
| Luísa Ribeiro | Ugrás            | 19,624    | 29.       | kiesett  | kiesett  |
| Luísa Ribeiro | Felemás korlát   | 19,549    | 43.       | kiesett  | kiesett  |
| Luísa Ribeiro | Gerenda          | 18,487    | 81.       | kiesett  | kiesett  |
| Luísa Ribeiro | Egyéni összetett | 76,797    | 57.       | kiesett  | kiesett  |

### Ritmikus gimnasztika
| Versenyző                 | Versenyszám | Selejtező | Selejtező | Selejtező | Selejtező | Selejtező | Selejtező | Selejtező | Selejtező | Selejtező | Selejtező | Döntő   | Döntő   | Döntő   | Döntő   | Döntő    | Döntő    | Döntő   | Döntő   | Döntő    | Döntő    | Helyezés |
| Versenyző                 | Versenyszám | Karika    | Karika    | Kötél     | Kötél     | Buzogány  | Buzogány  | Labda     | Labda     | Összesen  | Összesen  | Karika  | Karika  | Kötél   | Kötél   | Buzogány | Buzogány | Labda   | Labda   | Összesen | Összesen | Helyezés |
| Versenyző                 | Versenyszám | Pont      | Hely.     | Pont      | Hely.     | Pont      | Hely.     | Pont      | Hely.     | Pont      | Hely.     | Pont    | Hely.   | Pont    | Hely.   | Pont     | Hely.    | Pont    | Hely.   | Pont     | Hely.    | Helyezés |
| ------------------------- | ----------- | --------- | --------- | --------- | --------- | --------- | --------- | --------- | --------- | --------- | --------- | ------- | ------- | ------- | ------- | -------- | -------- | ------- | ------- | -------- | -------- | -------- |
| Marta Cristina Schonhurst | Egyéni      | 8,450     | 41.       | 8,600     | 40.       | 8,750     | 30.*      | 8,650     | 36.       | 34,450    | 41.       | kiesett | kiesett | kiesett | kiesett | kiesett  | kiesett  | kiesett | kiesett | kiesett  | kiesett  | 41.      |

* - egy másik versenyzővel azonos eredményt ért el

## Úszás
Férfi
| Versenyző                                                                 | Versenyszám          | Előfutam | Előfutam | Előfutam | Döntő   | Döntő   | Döntő   | Helyezés |
| Versenyző                                                                 | Versenyszám          | Idő      | Hely.    | Össz.    | Típus   | Idő     | Hely.   | Helyezés |
| ------------------------------------------------------------------------- | -------------------- | -------- | -------- | -------- | ------- | ------- | ------- | -------- |
| Teófilo Ferreira                                                          | 50 m gyors           | 24,13    | 3.       | 41.*     | kiesett | kiesett | kiesett | kiesett  |
| Gustavo Borges                                                            | 50 m gyors           | 23,10    | 5.       | 15.*     | B       | 23,01   | 5.      | 13.      |
| Gustavo Borges                                                            | 200 m gyors          | 1:51,42  | 7.       | 22.      | kiesett | kiesett | kiesett | kiesett  |
| Gustavo Borges                                                            | 100 m gyors          | 49,49    | 2.       | 2.       | A       | 49,43   | 2.      |          |
| Emanuel Fortes                                                            | 100 m gyors          | 51,17    | 7.       | 25.      | kiesett | kiesett | kiesett | kiesett  |
| Cristiano Michelena                                                       | 200 m gyors          | 1:51,04  | 6.       | 21.      | kiesett | kiesett | kiesett | kiesett  |
| Rogério Romero                                                            | 100 m hát            | 57,28    | 2.       | 21.      | kiesett | kiesett | kiesett | kiesett  |
| Rogério Romero                                                            | 200 m hát            | 2:00,99  | 5.       | 12.      | B       | 2:01,02 | 2.      | 10.      |
| Renato Ramalho                                                            | 400 m vegyes         | 4:29,28  | 2.       | 22.      | kiesett | kiesett | kiesett | kiesett  |
| Renato Ramalho                                                            | 200 m vegyes         | 2:07,78  | 6.       | 35.      | kiesett | kiesett | kiesett | kiesett  |
| José Carlos Souza Filho                                                   | 200 m vegyes         | 2:07,09  | 4.       | 30.      | kiesett | kiesett | kiesett | kiesett  |
| José Carlos Souza Filho                                                   | 100 m pillangó       | 54,78    | 5.       | 16.      | B       | 54,85   | 4.      | 12.      |
| Eduardo Beca                                                              | 100 m pillangó       | 54,87    | 6.       | 18.      | kiesett | kiesett | kiesett | kiesett  |
| Eduardo Beca                                                              | 200 m pillangó       | 2:01,20  | 1.       | 15.*     | B       | 2:01,87 | 7.      | 15.      |
| André Luiz Teixeira                                                       | 200 m pillangó       | 2:01,39  | 6.       | 19.*     | kiesett | kiesett | kiesett | kiesett  |
| José Carlos Souza Filho Gustavo Borges Emanuel Fortes Cristiano Michelena | 4 × 100 m gyorsváltó | 3:20,50  | 2.       | 5.       | A       | 3:20,99 | 6.      | 6.       |
| Gustavo Borges Emanuel Fortes Teófilo Ferreira Cristiano Michelena        | 4 × 200 m gyorsváltó | 7:24,20  | 3.       | 7.       | A       | 7:24,03 | 7.      | 7.       |

* - egy másik versenyzővel azonos időt ért el

## Vitorlázás
Férfi
| Versenyző                       | Versenyszám     | Futam | Futam   | Futam  | Futam | Futam | Futam | Futam | Futam | Futam | Futam | Pontszám | Helyezés |
| Versenyző                       | Versenyszám     | 1     | 2       | 3      | 4     | 5     | 6     | 7     | 8     | 9     | 10    | Pontszám | Helyezés |
| ------------------------------- | --------------- | ----- | ------- | ------ | ----- | ----- | ----- | ----- | ----- | ----- | ----- | -------- | -------- |
| George Rebello                  | Szörfvitorlázás | 28,0  | (51,0*) | 8,0    | 27,0  | 19,0  | 33,0  | 21,0  | 30,0  | 28,0  | 22,0  | 216,0    | 19.      |
| Christoph Bergmann              | Finn dingi      | 0,0   | 14,0    | (22,0) | 19,0  | 15,0  | 16,0  | 20,0  |       |       |       | 84,0     | 10.      |
| Bernardo Arndt Eduardo Melchert | 470-es osztály  | 35,0  | 0,0     | (38,0) | 24,0  | 33,0  | 11,7  | 13,0  |       |       |       | 116,7    | 13.      |

Női
| Versenyző                  | Versenyszám     | Futam  | Futam | Futam | Futam | Futam  | Futam | Futam | Futam | Futam | Futam  | Pontszám | Helyezés |
| Versenyző                  | Versenyszám     | 1      | 2     | 3     | 4     | 5      | 6     | 7     | 8     | 9     | 10     | Pontszám | Helyezés |
| -------------------------- | --------------- | ------ | ----- | ----- | ----- | ------ | ----- | ----- | ----- | ----- | ------ | -------- | -------- |
| Christina Forte            | Szörfvitorlázás | 21,0   | 19,0  | 18,0  | 22,0  | 26,0   | 19,0  | 20,0  | 20,0  | 18,0  | (31,0) | 183,0    | 17.      |
| Márcia Pellicano           | Europe          | 13,0   | 15,0  | 20,0  | 19,0  | (27,0) | 17,0  | 19,0  |       |       |        | 103,0    | 14.      |
| Monica Scheel Cláudia Swan | 470-es osztály  | (24,0) | 8,0   | 23,0  | 18,0  | 22,0   | 18,0  | 11,7  |       |       |        | 100,7    | 15.      |

Nyílt
| Versenyző                     | Versenyszám     | Futam  | Futam | Futam | Futam | Futam  | Futam | Futam | Pontszám | Helyezés |
| Versenyző                     | Versenyszám     | 1      | 2     | 3     | 4     | 5      | 6     | 7     | Pontszám | Helyezés |
| ----------------------------- | --------------- | ------ | ----- | ----- | ----- | ------ | ----- | ----- | -------- | -------- |
| Marcelo Ferreira Torben Grael | Csillaghajó     | 14,0   | 3,0   | 23,0  | 11,7  | (33,0) | 33,0  | 14,0  | 98,7     | 11.      |
| Clinio Freitas Lars Grael     | Tornádó         | (17,0) | 13,0  | 8,0   | 8,0   | 14,0   | 15,0  | 11,7  | 69,7     | 8.       |
| Alan Adler Marcus Temke       | Repülő hollandi | 26,0   | 11,7  | 10,0  | 14,0  | (29,0) | 23,0  | 18,0  | 102,7    | 13.      |

| Versenyző                                      | Versenyszám | Előfutam | Előfutam | Előfutam | Előfutam | Előfutam | Előfutam | Előfutam | Előfutam | Csoportkör | Csoportkör | Csoportkör | Csoportkör | Csoportkör | Csoportkör | Csoportkör | Kieséses szakasz | Kieséses szakasz | Helyezés |
| Versenyző                                      | Versenyszám | 1        | 2        | 3        | 4        | 5        | 6        | Pont     | Hely.    |            |            |            |            |            | Pont       | Hely.      | Elődöntő         | Döntő            | Helyezés |
| ---------------------------------------------- | ----------- | -------- | -------- | -------- | -------- | -------- | -------- | -------- | -------- | ---------- | ---------- | ---------- | ---------- | ---------- | ---------- | ---------- | ---------------- | ---------------- | -------- |
| Daniel Adler José Augusto Dias José Paulo Dias | Soling      | 22,0     | 19,0     | 10,0     | 17,0     | 15,0     | (23,0)   | 83,0     | 13.      | kiesett    | kiesett    | kiesett    | kiesett    | kiesett    | kiesett    | kiesett    | kiesett          | kiesett          | 13.      |

* - nem ért célba

## Vívás
Férfi
| Versenyző          | Versenyszám       | Csoportkör | Csoportkör | Selejtező                         | 32-es főtábla               | Egyenes ág a negyeddöntőért       | Egyenes ág a negyeddöntőért | Vigaszág a negyeddöntőért | Vigaszág a negyeddöntőért   | Vigaszág a negyeddöntőért | Vigaszág a negyeddöntőért | Negyeddöntő       | Elődöntő          | Döntő             | Helyezés |
| Versenyző          | Versenyszám       | Csoportkör | Csoportkör | Selejtező                         | 32-es főtábla               | 1. kör                            | 2. kör                      | 1. kör                    | 2. kör                      | 3. kör                    | 4. kör                    | Negyeddöntő       | Elődöntő          | Döntő             | Helyezés |
| Versenyző          | Versenyszám       | Ellenfél Eredmény | Hely.      | Ellenfél Eredmény                 | Ellenfél Eredmény           | Ellenfél Eredmény                 | Ellenfél Eredmény           | Ellenfél Eredmény         | Ellenfél Eredmény           | Ellenfél Eredmény         | Ellenfél Eredmény         | Ellenfél Eredmény | Ellenfél Eredmény | Ellenfél Eredmény | Helyezés |
| ------------------ | ----------------- | --- | ---------- | --------------------------------- | --------------------------- | --------------------------------- | --------------------------- | ------------------------- | --------------------------- | ------------------------- | ------------------------- | ----------------- | ----------------- | ----------------- | -------- |
| Luciano Finardi    | Párbajtőr, egyéni | 3. csoport · Vánky Péter (SWE) · 1-5 · Andrej Suvalov (EUN) · 2-5 · Raúl Maroto (ESP) · 1-5 · Mohammed el-Hamar (KUW) · 4-5 · Cornel Milan (ROU) · 4-5 · Maciej Ciszewski (POL) · 5-3    | 7.         | kiesett                           | kiesett                     | kiesett                           | kiesett                     | kiesett                   | kiesett                     | kiesett                   | kiesett                   | kiesett           | kiesett           | kiesett           | 61.      |
| Roberto Lazzarini  | Párbajtőr, egyéni | 2. csoport · Éric Srecki (FRA) · 0-5 · Szerhij Kravcsuk (EUN) · 5-2 · Jiří Douba (TCH) · 5-5 · Stephen Paul (GBR) · 5-2 · Lucas Zakaria (INA) · 5-4 · Christopher O'Loughlin (USA) · 1-5 | 3.         | Jon Normile (USA) · 3-5, 5-2, 5-2 | Adrian Pop (ROU) · 5-3, 5-3 | Vánky Péter (SWE) · 5-3, 3-5, 3-5 |                             |                           | Aleš Depta (TCH) · 1-5, 2-5 | kiesett                   | kiesett                   | kiesett           | kiesett           | kiesett           | 20.      |
| Francisco Papaiano | Párbajtőr, egyéni | 1. csoport · Angelo Mazzoni (ITA) · 0-5 · Laurie Shong (CAN) · 0-5 · Aleš Depta (TCH) · 3-5 · Juan Miguel Paz (COL) · 1-5 · Handry Lenzun (INA) · 4-5 · Daniel Lang (SUI) · 5-2          | 7.         | kiesett                           | kiesett                     | kiesett                           | kiesett                     | kiesett                   | kiesett                     | kiesett                   | kiesett                   | kiesett           | kiesett           | kiesett           | 63.      |
| Ricardo Menalda    | Kard, egyéni      | 2. csoport · Vilmoş Szabo (ROU) · 3-5 · Jürgen Nolte (GER) · 3-5 · Jean-Marie Banos (CAN) · 3-5 · Marek Gniewkowski (POL) · 4-5 · George Mormando (USA) · 4-5                            | 6.         | kiesett                           | kiesett                     | kiesett                           | kiesett                     | kiesett                   | kiesett                     | kiesett                   | kiesett                   | kiesett           | kiesett           | kiesett           | 37.      |